# Austin Business Journal
Austin Business Journal (укр. Остінський діловий журнал) — американський діловий журнал заснований у 1980 році.
Виходить друком у місті Остін, округ Тревіс, штат Техас. З 1994 року входить до мережі журналів «American City Business Journals», що базується в місті Шарлотт, штат Північна Кароліна, яка з 1995 року належить медіа-компанії «Advance Publications».
Доступна Android-версія журналу. On-line версія журналу тримає в курсі останніх новин бізнесу і оновлюється протягом дня.
Матеріали журналу висвітлюють події з життя штату і цитуються у різних країнах. Підбірки журналу зберігаються в університетських та інших бібліотеках різних країн, зокрема, Канадита США.